# Александров, Вячеслав Александрович
Вячесла́в Алекса́ндрович Алекса́ндров (4 января 1968 — 7 января 1988) —  командир отделения 9-й парашютно-десантной роты отдельного 345-го гвардейского парашютно-десантного полка 40-й армии Туркестанского военного округа ограниченного контингента советских войск в Демократической Республике Афганистан, гвардии младший сержант, Герой Советского Союза (1988). Один из самых молодых (по дате рождения) Героев Советского Союза.

## Биография
Родился в Оренбурге в семье студентов. По национальности русский.
Жил в селе Изобильное Соль-Илецкого района Оренбургской области. По окончании 10 классов школы закончил один курс Куйбышевского речного техникума и курсы парашютистов школы ДОСААФ.
В апреле 1986 года был призван в Советскую Армию и для прохождения службы направлен в 242-й учебный центр подготовки младших специалистов Воздушно-десантных войск (д. Гайжюнай Литовской ССР). В 5-й роте 301-го учебного парашютно-десантного полка проходил обучение, по окончании которого, осенью 1986 года,  ему было присвоено воинское звание «гвардии младший сержант». Для дальнейшего прохождения службы в составе 40-й армии был направлен в Демократическую Республику Афганистан. Выполняя воинский долг, участвовал в десяти боевых операциях.

## Подвиг
«7 января 1988 года командир отделения парашютно-десантного полка младший сержант Александров в составе подразделения, выполняя задачу по обороне высоты 3234, трижды успешно отражал атаки противника. Огонь моджахедов был полностью сосредоточен по позиции Александрова. Но, несмотря на это, Вячеслав отдал приказ своим бойцам укрыться за позицией, а сам продолжал вести огонь. По описаниям сослуживцев, из-за дыма и взрывов кладки Александрова невозможно было разглядеть, но пулемёт героя не замолкал. В этом неравном бою Вячеслав Александров погиб смертью храбрых. Ценою своей жизни отразил атаки врага и спас своих товарищей».

## Звание Герой Советского Союза
Указом Президиума Верховного Совета СССР от 28 июня 1988 года «за успешное выполнение задания по оказанию интернациональной помощи Республике Афганистан и проявленные при этом мужество и героизм» младшему сержанту Александрову Вячеславу Александровичу присвоено звание Героя Советского Союза (посмертно).

## Награды
- Медаль «Золотая Звезда» (1988).
- Орден Ленина (1988).
- Медаль Демократической Республики Афганистан.

## Память
- Похоронен в селе Изобильное Соль-Илецкого района Оренбургской области, где жил будущий Герой до призыва в Советскую Армию. В школе села работает музей, посвящённый Вячеславу Александрову[1].
- Приказом Министра обороны СССР от 26 декабря 1988 года навечно зачислен в списки личного состава 301-го учебного парашютно-десантного полка.
- В 2018 году в Соль-Илецке открыт памятник Вячеславу Александрову[2].

### Появление в компьютерной игре
В игре «Правда о девятой роте» в роли младшего сержанта Вячеслава Александрова игроку предстоит отразить первую атаку «духов» с неожиданного направления.